# Maison de Nonancourt
La maison de Nonancourt ou maison seigneuriale de Nonancourt appelée aussi la maison forte de Tohogne est un immeuble classé situé dans le village de Tohogne faisant partie de la commune de Durbuy en Belgique (province de Luxembourg).

## Localisation
L'immeuble devenu une ferme est situé à Tohogne, au no 19 de la rue de Presseux, une voie du village comprenant de nombreuses anciennes habitations en pierre calcaire. Il se trouve dans le prolongement de la rue de la Cure qui conduit à l'église romane Saint-Martin.

## Historique
Le corps de logis actuel est érigé au début du XVIIIe siècle à la place d'une ancienne maison forte présente dans le village depuis le XVIe siècle. La ferme est la propriété de la famille Briffoz puis de la famille de Presseux. En 1719, le bien est racheté par Pierre-François de Nonancourt de Tohogne
prévôt de Durbuy de 1719 à 1746. Un ancien porche d'accès dont la clef du portail extérieur porte les armes des Nonancourt est daté de 1722.Les deux ailes perpendiculaires au corps de logis sont construites au début du XIXe siècle.

## Description
La ferme est une construction en U en moellons de pierre calcaire avec une cour ouverte d'environ 500 m2.
Situé au fond de la cour, le corps de logis est la partie la plus ancienne et la plus remarquable. La façade possède à l'étage cinq petites baies rectangulaires du  XVIIIe siècle alors que les deux baies vitrées du rez-de-chaussée ont été agrandies au cours du XIXe siècle. La toiture en ardoises à quatre pans est percée de deux lucarnes et de deux cheminées et repose sur une corniche de pierre moulurée s'appuyant elle-même sur des corbeaux carrés en pierre calcaire. La façade arrière placée en contrehaut au-dessus d'un vallon possède deux étages de cinq petites baies similaires aux baies de l'étage de la façade avant.
Perpendiculairement et à droite du corps de logis, se trouve une aile comprenant une grange avec porte charretière et étables.
De l’autre côté de la cour, l’aile gauche a été transformée en une petite ferme au XIXe siècle mais est actuellement désaffectée. Le portail de la grange de cette ferme est daté de 1818 et décoré d’un cœur marqué d’une croix.

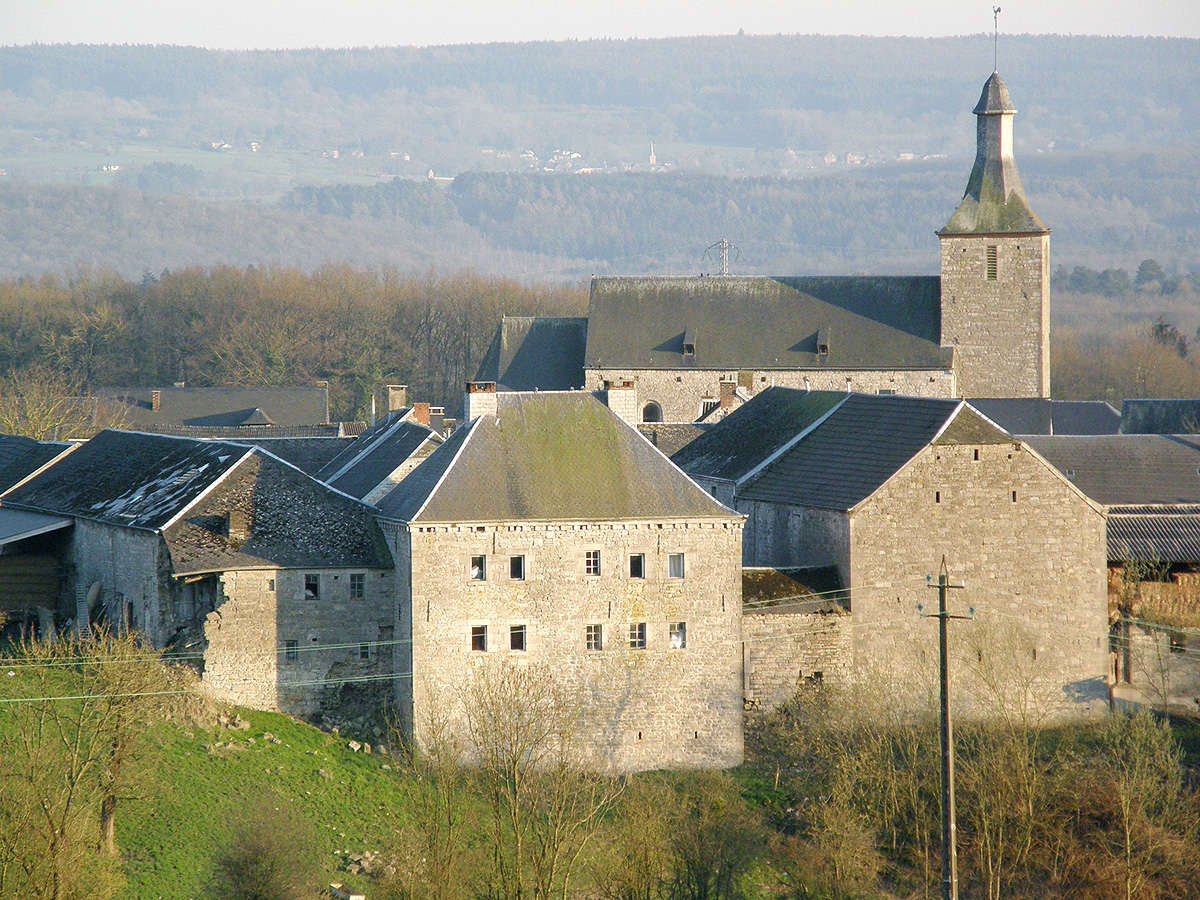
Façade arrière de la maison de Nonancourt